# Duganella qianjiadongensis
Duganella qianjiadongensis es una bacteria gramnegativa del género Duganella. Fue descrita en el año 2020. Su etimología hace referencia al río donde fue aislada, en China. Es anaerobia facultativa y móvil por flagelo. Tiene un tamaño de 0,9-1 μm de ancho por 1,8-2,4 μm de largo. Forma colonias cremosas y convexas. Temperatura de crecimiento entre 4-34 °C, óptima de 24 °C. Catalasa y oxidasa positivas. Es sensible a los antibióticos: amikacina, gentamicina, kanamicina, neomicina, doxiciclina, norfloxacino, ciprofloxacino y vancomicina. Resistente a oxacilina y clindamicina. Tiene un contenido de G+C de 60,6%. Se ha aislado de un río en China. 